# Kremena-Piedmont-Gletscher
Der Kremena-Piedmont-Gletscher (bulgarisch ледник Кремена lednik Kremena) ist ein 2,4 km langer und 2,7 km breiter Gletscher auf Smith Island im Archipel der Südlichen Shetlandinseln. Von den Südosthängen der Imeon Range fließt er südlich des Organa Peak in südöstlicher Richtung zur Osmar Strait.
Bulgarische Wissenschaftler kartierten ihn 2009. Die bulgarische Kommission für Antarktische Geographische Namen benannte ihn im selben Jahr nach Ortschaften im Nordosten und Nordwesten Bulgariens.